# C-Clown
C-Clown (coréen: 씨클라운; signifiant Crown Clown) était un boys band sud-coréen formé par Wellmade Yedang. Il était composé de six membres: Rome, Siwoo, Ray, Kang Jun, T.K et Maru.

## Histoire

### Pré-débuts
Avant ses débuts avec les C-Clown, T.K a filmé une publicité télévisée pour Pepero en 2009. T.K a également été trainee (stagiaire) à la Cube Entertainment; il devait à l'origine faire partie du groupe BTOB et a été filmé avec ceux-ci dans le sitcom "I Live in Cheongdam-Dong", mais il a dû quitter le groupe à cause de problèmes médicaux. Un autre membre, Rome, quant à lui, a participé à la saison 2 de Let's Go Dream Team! pour deux épisodes avec d'autres nouveaux/de retour, de la scène sud-coréenne.

### 2012-2013:Not Alone,Young LoveetShaking Heart
C-Clown sort son premier mini-album, Not Alone avec le titre principal "Solo" le 18 juillet 2012. Ils font leur première performance sur un programme de classement musical le jour suivant, au M! Countdown de Mnet.
Le 15 novembre 2012, le groupe sort son second mini-album, Young Love. Rado, Kim Tae-ju et Yong Jun-hyung de Beast ont participé à la production de l'album.
C-Clown sort son troisième mini-album, Shaking Heart avec le titre principal du même nom, le 18 avril 2013. Yong Jun-hyung de Beast à une fois de plus participé à la production de l'album aux côtés de Kim Tae Joo sur la chanson "Do You Remember" en collaboration avec Ali, qui est sorti en single digital le 2 avril 2013.

### 2014:JusticeetLet's Love
Le 6 janvier 2014, C-Clown publie le titre "Tell Me" plusieurs semaines avant son comeback. C-Clown offre un titre pop aux sonorités R&B, un genre différent de ce que les membres ont pu nous offrir précédemment comme le précise leur label :
“Nous avons dévoilé “Tell Me” avant la sortie de l’opus pour faire découvrir au public les différents genres musicaux qu’a travaillé C-Clown. Ceux-ci seront proposés lors des promotions en février.”. Ils ont finalement sorti le single "Justice" le 18 février. C-Clown fait un second comeback le 7 juillet 2014, avec le MV du titre "Let's Love" issu du mini-album du même nom.

### 2015: Séparation du groupe
En avril 2015, Rome change son nom d'utilisateur Instagram pour @christianyu_ et supprime toutes ses photos. Le nouveau compte à la description, "they turned me into something that I am not. Never forget what I did for u," (Ils ont fait de moi quelque chose que je ne suis pas. N'oubliez jamais ce que je faisais pour vous), il a plus tard raccourci cela pour "never...forget...", (N'oubliez...jamais...). Ces actions font grandir les spéculations comme quoi que le groupe serait séparé ou qu'il aurait quitté le groupe, mais tout cela n'a pas été rendu officiel. Le 13 août 2015, Rome est de retour sur Instagram et écrit un autre poste, des questions se poseraient sur l'avenir du groupe,.
Le 5 octobre 2015, l'agence Yedang Entertainment a confirmé la séparation de son groupe masculin à l'aide d'un petit communiqué officiel.
Il était ainsi précisé : “Bonjour. C’est Yedang Entertainment. C-Clown, qui a débuté le 19 juin 2012 avec “Solo”, sera officiellement dissous aujourd’hui 5 octobre 2015. Nous souhaitons remercier les 6 membres et les Crowns qui appréciaient la musique de C-Clown.”
Il est rapporté que bien que le groupe n'existe plus, les six membres resteront sous contrat avec l'agence. Celle-ci a commentée : “Certains membres continueront à travailler à la Yedang Entertainment en tant que producteurs, tandis que d’autres seront de retour dans un nouveau groupe.”.
Rome a également tenu à remercier les fans pour leur soutien via son compte twitter personnel,.

## Membres
- Rome (Yu Ba-rom 유바롬)
- Siwoo (Kim Tae-min 김태민)
- Ray (Kim Hyun-il 김현일)
- Kang Jun (강준)
- T.K (Lee Min-woo 이민우)
- Maru (Lee Jae-joon 이재준)

## Discographie

### Mini-albums
| Titre         | Détails                                                                                                | Meilleure position | Ventes                |
| Titre         | Détails                                                                                                | Gaon Albums Chart  | Ventes                |
| ------------- | --- | ------------------ | --------------------- |
| Not Alone     | - Date de sortie : 19 juillet 2012 - Label : Yedang Entertainment - Format : CD, téléchargement légal  | 14                 | - COR : Plus de 2 592 |
| Young Love    | - Date de sortie : 15 novembre 2012 - Label : Yedang Entertainment - Format : CD, téléchargement légal | 15                 | - COR : Plus de 4 140 |
| Shaking Heart | - Date de sortie : 18 avril 2013 - Label : Yedang Entertainment - Format : CD, téléchargement légal    | 1                  | - COR : Plus de 5 323 |
| Let's Love    | - Date de sortie : 8 juillet 2014 - Label : Yedang Entertainment - Format : CD, téléchargement légal   | 9                  | - COR : Plus de 4 996 |

### Singles
| Titre                                                                                       | Année | Meilleure position     | Meilleure position | Album         |
| Titre                                                                                       | Année | KOR Gaon               | KOR Billboard      | Album         |
| ------------------------------------------------------------------------------------------- | ----- | ---------------------- | ------------------ | ------------- |
| "Solo"                                                                                      | 2012  | 92                     | —                  | Not Alone     |
| "Far Away ... Young Love"                                                                   | 2012  | 7 *COR : 92 865 (DL)   | 75                 | Young Love    |
| "Shaking Heart"                                                                             | 2013  | 37 *COR : 108 893 (DL) | 45                 | Shaking Heart |
| "Justice"                                                                                   | 2014  | 163                    | —                  | Let's Love    |
| "Let's Love"                                                                                | 2014  | —                      | —                  | Let's Love    |
| "—" montre qu'aucun classement n'a été atteint ou que ce n'est pas sorti dans cette région. |       |                        |                    |               |

## Filmographie
- 2012 : MTV Diary – SBS MTV, 123 épisodes
- 2012 : C-Clown Channel – ETN
- 2012 : The Gurupop Show – épisode 12
- 2013 : All The K-pop épisode 25 (Kang-Jun)
- 2013 : After School Club épisode 4
- 2014 -présent : Crown the Clown - YouTube Series, 11 épisodes
- 2014 : After School Club épisode 87
- 2014 : A Song For You épisode 6 (avec NU'EST)